# Laguna El Cacao
Laguna El Cacao – słonawowodna laguna w Hondurasie, w departamencie Atlántida, w gminie Jutiapa, na obszarze Parku Narodowego Nombre de Dios. Zajmuje powierzchnię około 0,3125 km². Średnia głębokość zbiornika wynosi 3,85 m. Stanowi ważny element gospodarki rybackiej gminy. Ostoja wielu gatunków roślin i zwierząt.

## Położenie
Laguna położona jest w północnej części gminy Jutiapa, na północ od osady El Cacao oraz na zachód od Nueva Armeria, 27 km na wschód od miasta La Ceiba – siedziby departamentu. Leży u południowego wybrzeża Morza Karaibskiego, od którego oddzielona jest wąskim, piaszczystym lido. Zlokalizowana w północnej części strefy buforowej Parku Narodowego Nombre de Dios (Parque Nacional Nombre de Dios).

## Klimat
Średnia, roczna temperatura powietrza wynosi 27 °C, przy miesięcznej amplitudzie sięgającej 10 °C. Najcieplejszymi miesiącami są maj i czerwiec, najchłodniejszymi grudzień i styczeń. Średnie, roczne opady wynoszą 2600 mm. Liczba dni deszczowych w ciągu roku przekracza 167. Pora deszczowa rozpoczyna się w czerwcu. Maksimum opadów przypada na październik, listopad i grudzień – odpowiednio po 400 mm w każdym miesiącu. Najmniejsze opady cechują kwiecień i maj – po 80 mm. Średnia, roczna wilgotność względna powietrza wynosi 82%.
Zgodnie z klasyfikacją klimatów Köppena leży w strefie klimatu tropikalnego monsunowego.

## Hydrografia
Laguna ma powierzchnię około 0,3125 km² i cechuje się średnią głębokością wynoszącą 3,85 m. Wody laguny zaliczane są do słonawych. Charakteryzują się ciemną barwą. Zasilana jest głównie przez 4 cieki – Quebrada de Adán, Quebrada de Arena, Quebrada La Bruja i Quebrada El Venado. Ich zanieczyszczenie nie jest duże, a dodatkowo mają zdolność samooczyszczania się, przez co nie są istotnym źródłem zanieczyszczenia laguny. Zagłębienie lagunowe ma powierzchnię 1,52 km². 
Laguna, wraz z Laguna El Cuatro i okolicznymi potokami oraz strumieniami, tworzy ekosystem Sistema de Humedales de la Laguna El Cacao (System Terenów Podmokłych Laguna El Cacao).

## Fauna
Zbiornik jest ważną ostoją dla wielu gatunków zwierząt. W lagunie stwierdzono występowanie gatunków ryb: Polydactylus virginicus, Eucinostomus gracilis, Sphyraena picudilla, Lutjanus mahogoni, Cryptoheros spilurus, Eugerres plumieri, Caranx bartholomaei, Gobiomorus dormitor, karanks atlantycki (Caranx hippos), Mugil curema, albula (Albula vulpes), Paraneetroplus maculicauda, Amphilophus robertsoni, tarpon atlantycki (Megalops atlanticus), Poecilia mexicana, nieokreślonych z rodzaju Archocentrus, Parachromis, Centropomus, Callinectes, Oreochromis. Ponadto ustalono obecność kraba Cardisoma guanhumi i krewetki z rodzaju Litopenaeus.
Awifauna całego systemu przyrodniczego Laguna El Cacao reprezentowana jest w szczególności przez ptactwo wodno-błotne: czaplę modrą (Ardea herodias), czaplę białą (Ardea alba), czaplę zieloną (Butorides virescens), czaplę śniadą (Egretta caerulea), czaplę śnieżną (Egretta thula), czaplę trójbarwną (Egretta tricolor), tygryskę nagobrodą (Tigrisoma mexicanum). Oprócz tych stwierdzono występowanie: Himantopus mexicanus, długoszpona żółtoczelnego (Jacana spinosa), pelikana brunatnego (Pelecanus occidentalis), siewnicy (Pluvialis squatarola), brodźca plamistego (Actitis macularius), cyranki modroskrzydłej (Anas discors), wężówki amerykańskiej (Anhinga anhinga), warzęchy różowej (Platalea ajaja) oraz kormorana oliwkowego (Phalacrocorax brasilianus).
Wśród ssaków potwierdzono występowanie m.in. wyjca płaszczowego (Alouatta palliata) i kapucynki czarnobiałej (Cebus capucinus).
Stwierdzono też obecność gadów, m.in. krokodyla amerykańskiego (Crocodylus acutus), kajmana okularowego (Caiman crocodilus), żółwia jaszczurowatego (Chelydra serpentina), żółwia skórzastego (Dermochelys coriacea) i Kinosternon scorpioides z rodziny mułowcowatych.
Roślinność laguny, jako zbiornika typu przybrzeżnego, determinuje rozwój fauny, w szczególności wodnej. Wiele bezkręgowców, ryb i gadów rozwija się wśród korzeni lasów namorzynowych, rosnących wokół laguny. Pełnią one rolę schronienia przed drapieżnikami, czynnika istotnego do osiągnięcia dojrzałego wieku i odpowiednich rozmiarów, pozwalających na poszukiwanie żywności i nowych terenów do życia.

## Flora
Roślinność reprezentowana jest głównie przez korzeniary z gatunku Rhizophora mangle. W mniejszych ilościach występują Laguncularia racemosa, Conocarpus erectus i Acrostichum aureum. Ponadto stwierdzono obecność pachiry wodnej (Pachira aquatica), gatunku koralodrzewa Erythrina fusca, kokkoloby gronowej (Coccoloba uvifera), gatunku flaszowca Annona glabra, Morinda panamensis, migdałecznika właściwego (Terminalia catappa) i gatunków z rodziny Pterocarpus.
Występują również gatunki inwazyjne, takie jak: Elaeis oleífera, Attalea cohune oraz Cecropia peltata – rośliny odporne i szybko przystosowujące się do nowych warunków klimatycznych i terenowych. Stanowią zagrożenie dla roślinności rodzimej. Pas wybrzeża porośnięty jest przez gęsty las namorzynowy, który stanowi naturalną barierę ochroną przed silnymi wiatrami i deszczami, nie tylko dla zabudowań ludzkich, ale także zapewnia ochronę naturalnych zasobów fauny i flory.

## Gospodarka
W 2004, zgodnie z rejestrem DIGEPESCA (La Dirección de Pesca y Acuicultura – Ministerstwo Rybołówstwa i Akwakultury) biura regionalnego w La Ceibie, ryby w lagunie łowiło 15 rybaków, pochodzących z osad EL Cacao, Salitran i Nueva Armeria w gminie Jutiapa. Używali do tego 15 kajaków. Połów w większości odbywał się przy pomocy linki ręcznej z haczykiem. Niektórzy wykorzystywali zarzutnie. Szacunkowy roczny połów wynosił 9,8 tony. Zabronione jest stosowanie sieci skrzelowych i niewodów.
Rynkiem docelowym dla ryb pozyskanych z połowu są osady El Cacao, Salitran i Nueva Armeria, gdzie wypatroszone i bez chłodzenia, są oferowane w sprzedaży detalicznej jeszcze tego samego dnia, którego zostały schwytane. Znaczna część połowu trafia do konsumpcji. 
Zbiornik wykorzystywany jest jako śródlądowa droga do morza dla miejscowych rybaków. Połowy ryb dla mieszkańców okolicznych zabudowań są źródłem dochodu i żywności. Laguna jest także odwiedzana przez turystów, ale brak danych o ich liczbie. Eksploatowana jest na cele turystyki kajakowej. Ten rodzaj aktywności oferują: Fundación Parque Nacional Nombre de Dios (Fundacja Parku Narodowego Nombre de Dios) oraz kilka prywatnych biur wycieczkowych.
Brak działań w zakresie akwakultury.

## Infrastruktura
Laguna posiada drewniany pomost o długości 7 m, który niegdyś był częścią szlaku wiodącego przez las namorzynowy. Budowla jest zniszczona z powodu zaniedbań (2004). Znajduje się około 800 m od osady El Cacao. Bezpośrednio do pomostu prowadzi droga dostępna cały rok.
Kiedyś nad laguną funkcjonował dworzec kolejowy, obsługiwany przez amerykańskie przedsiębiorstwo Standard Fruit Company, które na początku XX wieku zajmowało się importem bananów z Hondurasu do Nowego Orleanu. Laguna stanowiła element szlaku handlowego ze względu na bezpośrednie połączenie z morzem. Pozostałości infrastruktury kolejowej zachowały się do czasów obecnych (2011).